# Schlacht von Fort Washington
Lexington und Concord – Boston – Bunker Hill – Long Island – Kips Bay – Harlem Heights – Pell’s Point – Mamaroneck – White Plains – Fort Washington – Iron Works Hill – Trenton – Assunpink Creek – Princeton – Millstone
Die Schlacht von Fort Washington wurde am 16. November 1776 in Manhattan, New York ausgetragen und war die folgenreichste Niederlage der Kontinentalen Armee im Amerikanischen Unabhängigkeitskrieg. Die britische Armee und ihre hessischen Verbündeten zwangen die amerikanische Besatzung des Forts zur Aufgabe und errangen damit die Kontrolle über die strategisch wichtige Insel Manhattan einschließlich der Stadt New York.
Die amerikanische Armee hatte die Insel Manhattan zum Zeitpunkt der Schlacht bereits weitgehend geräumt. Nur Fort Washington verblieb als letztes Bollwerk der amerikanischen Streitkräfte, in direkter Nachbarschaft der Stadt New York. Die Briten und ihre alliierten Hessen griffen unter dem Kommando von William Howe das Fort von Norden, Süden und Osten an. Der amerikanische Kommandeur des Forts, Robert Magaw, stand mit seiner Besatzung von 3000 Soldaten einer feindlichen Übermacht von 8000 Soldaten gegenüber. Nach kurzen Gefechten entschied sich Magaw zur Aufgabe. Mit der Niederlage erreichte die Kampfmoral der Amerikaner einen Tiefpunkt und die Briten und Hessen verfolgten die kontinentale Armee unter George Washington weiter durch New Jersey. Das eroberte Fort wurde in „Fort Knyphausen“ umbenannt, zu Ehren von Wilhelm von Knyphausen, dem Kommandeur der an der Eroberung beteiligten hessischen Truppenteile.

## Vorgeschichte

### Truppenbewegungen
Am 11. Oktober 1776 verlegte General William Howe die britische Armee nach Westchester County (New York). Es bestand die Gefahr, dass die Briten den Amerikanern den nördlichen Rückzugsweg abschnitten. Um eine Einkesselung zu verhindern, verlegte General Washington seine Truppen seinerseits nach Westchester County. Washington stationierte eine Garnison mit 1200 Soldaten unter dem Kommando von Colonel Robert Magaw in Fort Washington.
Um die Besatzung des Forts zu beobachten, stationierten die Briten eine kleine Abteilung unter dem Kommando von Hugh Percy, Earl Percy, unterhalb von Harlem Heights.

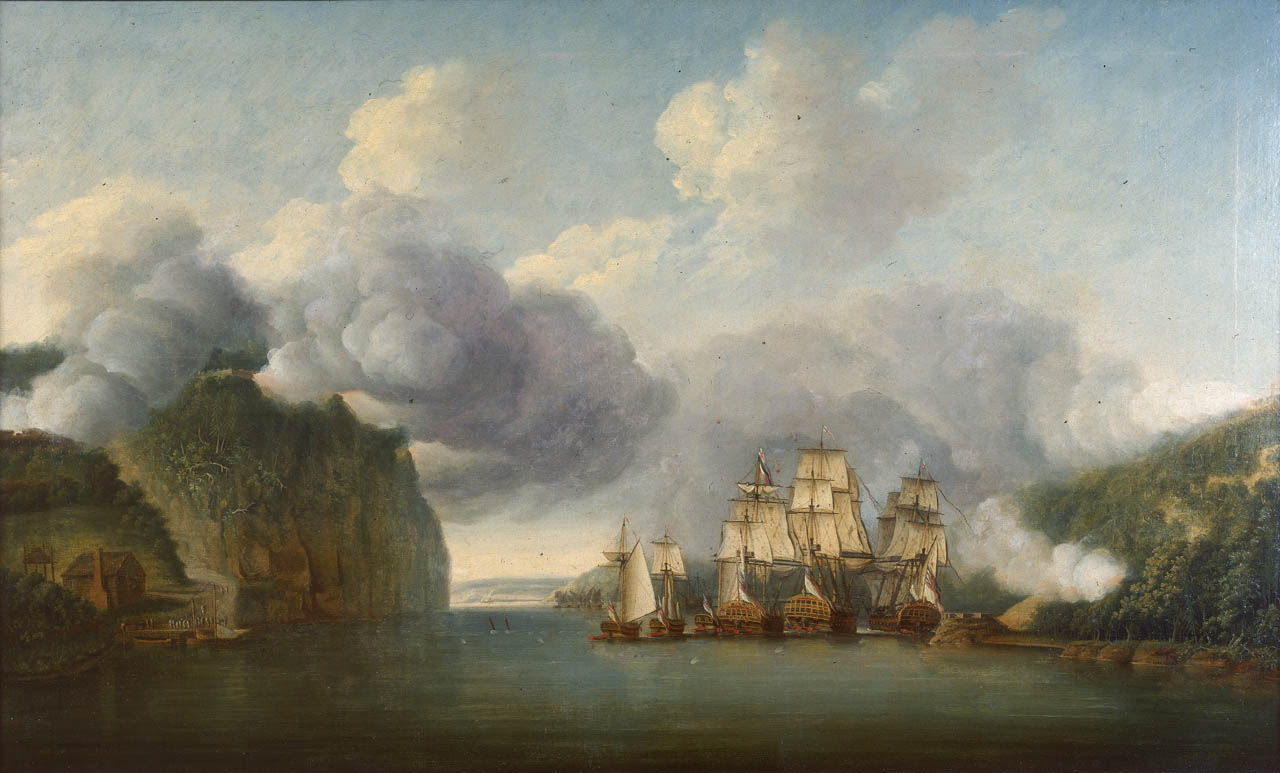
Die britischen Kriegsschiffe Phoenix und Roebuck werden von Fort Washington und Fort Lee aus unter Feuer genommen.

 Am Morgen des 27. Oktober meldeten Magaws Wachtposten, das Percys Truppe mit der Unterstützung von zwei britischen Kriegsschiffen das Fort angriffen. Magaw befahl, die den Hudson River heruntersegelnden Schiffe mit Kanonen unter Beschuss zu nehmen. Auf der gegenüberliegenden Festlandsseite wurden sie durch die amerikanische Besatzung von Fort Lee ebenfalls unter Feuer genommen. Die britischen Schiffe wurden schwer beschädigt und konnten das Feuer nicht erwidern, da sie ihre Kanonen nicht auf die Höhe der amerikanischen Positionen ausrichten konnten. Beide Schiffe mussten unter feindlichem Beschuss außer Reichweite geschleppt werden. Zwischen beiden Parteien wurde anschließend ein Artillerie-Duell ohne nennenswerten Erfolg ausgetragen. Durch den kleinen Erfolg beflügelt meinte Magaw nun, das Fort bis Ende Dezember des Jahres halten zu können. Am 2. November desertierte Magaws Adjutant, William Dermond, und verriet Details der Verteidigungsanlage an die Briten. Die Informationen wurden umgehend an General Howe übermittelt, welcher ein paar Tage zuvor Washington bei White Plains geschlagen hatte.

### Vorbereitungen zur Schlacht
Nach der Niederlage von White Plains erwog Washington die Aufgabe von Fort Washington. General Nathanael Greene, dessen Rat Washington schätzte, war dagegen der Meinung, das Fort müsse aus strategischen Gründen gehalten werden, da dies die Briten von einem Angriff auf New Jersey abhalten und außerdem die Kommunikation mit der Insel aufrechterhalten würde Magaw und andere Offiziere waren einer Meinung mit Greene. Washington ließ sich überzeugen und ließ das Fort vorerst nicht evakuieren.
Nach dem Rückzug nach Dobbs Ferry teilte Washington seine Armee in drei Teile auf. 7000 Soldaten wurden unter dem Kommando von Charles Lee östlich des Hudson River verlegt, um eine britische Invasion nach Neuengland zu verhindern. General Heath sicherte mit 3000 Mann die Hudson Highlands um ein britisches Vorrücken aus dem Norden zu verhindern. Washington selbst zog mit 2000 Mann nach Fort Lee, was in Sichtweite gegenüber Fort Washington auf der Festlandseite des Hudson Rivers lag. Am 13. November erreichte Washington mit seinen Männern Fort Lee.
General Howe entschied sich für einen Angriff auf das Fort Washington, welches nach eingetroffener Verstärkung nunmehr mit 3000 Mann besetzt war. Sein Plan war das Fort von vier Seiten anzugreifen, wobei ein Seitenangriff eine Finte sein sollte. Hessische Truppen unter dem Kommando von Wilhelm von Knyphausen sollten das Fort aus dem Norden angreifen. Percy mit einer hessischen Brigade und verschiedenen britischen Bataillonen aus dem Süden, und Lord Cornwallis mit dem 33rd Regiment of Foot sowie General Edward Mathew mit leichter Infanterie aus dem Osten. Ein Scheinangriff sollte durch die 42nd Highlanders durchgeführt werden, welche am östlichen Ende der Insel, aber südlich des Forts landen sollten. Bevor der Angriff begann, versuchte Howe die Amerikaner zur Aufgabe zu bewegen. Lieutenant Colonel James Patterson überbrachte die Aufforderung zur Kapitulation am 5. November, andernfalls werde die gesamte Garnison getötet. Magaw antwortete, dass das Fort „bis zum Äußersten“ verteidigt werden würde.

## Schlachtverlauf

### Auftakt
Am 16. November rückten die britischen und hessischen Truppen noch vor dem Morgengrauen vor. Knyphausen und seine Truppen wurden mit Booten über den Harlem River nach Manhattan gesetzt. Die gleichen Boote sollten anschließend auch Mathews Truppen übersetzen, was jedoch wegen der starken Gezeitenwirkung Probleme bereitete. Dadurch waren die Hessen gezwungen ihren Vormarsch anzuhalten, und auf das Übersetzen der Briten zu warten. Um ca. 7 Uhr früh eröffneten die Hessen das Feuer auf die amerikanische Batterie auf dem Laurel Hill und die britische Fregatte „Pearl“ feuerte auf die feindlichen Schanzungen. Im Süden wurde das Fort von Percys Artillerie beschossen. Die Briten zielten auf Magaws Kanonen, welche einige Wochen zuvor den Fregatten schweren Schaden zugefügt hatten.
Gegen Mittag setzten die Hessen ihren Vormarsch weiter fort. Als der Wasserstand des Harlem River wieder hoch genug war, konnten die britischen Truppenteile unter Mathew und Howe übergesetzt werden. Am Ufer von Manhattan erwartete sie schweres Artilleriefeuer der Amerikaner. Die britischen Truppen zerstreuten bei ihrem Vormarsch vereinzelten amerikanischen Widerstand, bis sie eine Schanze erreichten, welche durch einige Freiwilligen-Kompanien aus Pennsylvania gehalten wurde. Nach kurzem Kampf flohen die überlebenden Amerikaner in Richtung Fort.
Im Norden des Forts rückten hessische Einheiten unter dem Kommando von Johann Rall über einen Steilhang südlich des Spuyten Duyvil Creek vor. Ohne amerikanische Gegenwehr brachten die Hessen auf dem Hügel ihre Artillerie in Stellung. Zur gleichen Zeit rückte der Hauptteil der Hessen, 4000 Mann unter Knyphausen, über die Post Road zwischen Laurel Hill und Ralls Stellung vor. Sie durchquerten sumpfiges Gebiet und erreichten schließlich den bewaldeten Hang in der Nähe des Forts. 250 amerikanische Schützen unter dem Kommando von Colonel Moses Rawlings eröffneten aus der Deckung heraus das Feuer auf die heranrückenden Truppen. Zwei hessische Angriffswellen wurden auf diese Weise abgewehrt.
Im Süden begann Percy mit 3000 Mann vorzurücken. In doppelter Schlachtreihe rückten eine hessische Brigade zur Linken und Percys Truppe zur Rechten vor. 200 yards (ca. 180 Meter) vor den amerikanischen Linien unter Alexander Grayton, ließ Percy anhalten um auf den Beginn des von Sterling geleiteten Scheinangriffs, zu warten. Der Vorgesetzte Graydons war Lambert Cadwalader, Magaws Stellvertreter, welcher für die drei Verteidigungslinien von Fort Washington verantwortlich war. Zur Abwehr des durch Sterlings 42nd Regiment of Foot durchgeführten Scheinangriffs entsandte Cadwalader zunächst 50 Männer. Der Landepunkt der 800 Briten war der am wenigsten verteidigte Ort um das Fort und als Cadwalader die Lage erkannte, verstärkte er die Abwehr an dieser Stelle um weitere 100 Männer. Die Spitze der Landungstruppen versuchten umgehend einen Weg durch das schwierige Gelände zu finden. Die Amerikaner bezogen auf dem Hügel Stellung und schossen auf die gerade den Fluss überquerende Landungstruppe. Dabei wurden 80 Briten getötet oder verletzt. Nach der Landung griff Sterling nicht sofort an, da er dachte amerikanische Schanzungen vor sich zu haben. Während die amerikanische Nachhut die Briten unter Feuer nahm, konnte sich der Großteil der Amerikaner vom Hügel zurückziehen. Die Briten griffen nach einer Pause die amerikanische Position an und eroberten die Stellung.
Als Percy den Gefechtslärm hörte, ließ er seine Truppen weiter vorrücken. Die britische Artillerie machte es den Amerikanern unmöglich, die erste Verteidigungslinie zu halten. Grayton war gezwungen mit seinen Männern auf die zweite Linie zurückzuweichen, welche von Washington, Greene, Putnam und Hugh Mercer gehalten wurde. Den Männern der ersten Linie wurde befohlen sich über den Fluss auf das Festland nach Fort Lee abzusetzen. Magaw erkannte, dass Cadwalader in Gefahr war eingekesselt zu werden und befahl ihm, sich in Richtung Fort Washington zurückzuziehen. Cadwaladers Truppe wurde nun auch von Percys Truppen in Richtung Fort gedrängt.

### Der Zusammenbruch
Nachdem die äußeren Verteidigungslinien des Forts zusammengebrochen waren, zogen sich immer mehr amerikanische Einheiten in die relative Sicherheit des Forts zurück. Im Süden war die dritte Verteidigungslinie nie vollendet worden, sodass Cadwalater keinen anderen Rückzugsweg mehr hatte als das Fort selbst. Im Norden konnten die Schützen unter Rawling ihre Stellung nur unter großen Schwierigkeiten halten. Durch den intensiven Gebrauch versagten immer mehr Gewehre der Amerikaner den Dienst und die Soldaten begannen Felsbrocken auf die angreifenden Hessen zu werfen. Inzwischen hatte die britische Fregatte „Pearl“ die Artillerie des Forts zum Schweigen gebracht. Zu diesem Zeitpunkt verringerte sich auch das amerikanische Feuer aus der verbliebenen Verteidigungslinie und die Hessen rückten weiter den Hügel empor. Im Nahkampf mit dem Bajonett überwältigten sie schnell die verbliebenen Verteidiger.
General Washington beobachtete das Kampfgeschehen von der anderen Seite des Flusses und schickte einen Boten in das Fort mit der Order an Magaw, bis zur Einbruch der Nacht auszuhalten. Washington war der Meinung, dass die Fortbesatzung im Schutze der Dunkelheit evakuiert werden könnte. Zu diesem Zeitpunkt hatten die Hessen bereits das Gelände zwischen Fort und Hudson River erobert. Johann Rall erhielt von Knyphausen den ehrenvollen Auftrag, die Amerikaner zur Kapitulation aufzufordern. Rall schickte den Englisch und Französisch sprechenden Oberst Hohenstein, der unter weißer Flagge die Forderung überbrachte. Hohenstein traf mit Cadwalader zusammen, und Cadwalader erbat sich für seinen Kommandeur vier Stunden Bedenkzeit, um sich mit seinen Offizieren zu beraten. Die Bitte wurde abgelehnt und stattdessen eine halbe Stunde zugestanden. Als Magaw sich beriet, erreichte Washingtons Bote, Captain John Gooch, das Fort mit der Botschaft bis in die Nacht auszuhalten Gooch hatte das Fort gerade noch erreichen können, bevor es komplett von feindlichen Truppen eingeschlossen wurde. Magaw versuchte vergebens bessere Bedingungen für seine Männer auszuhandeln, welchen nur ihr persönlicher Besitz zugestanden wurde. Magaw kapitulierte schließlich um 15 Uhr nachmittags, und bereits um 16 Uhr wehte die englische Fahne über dem Fort. Vor der Kapitulation gelang es John Gooch das Fort noch zu verlassen und unter feindlichem Beschuss das andere Ufer des Flusses und Fort Lee zu erreichen.

## Nachwirkungen

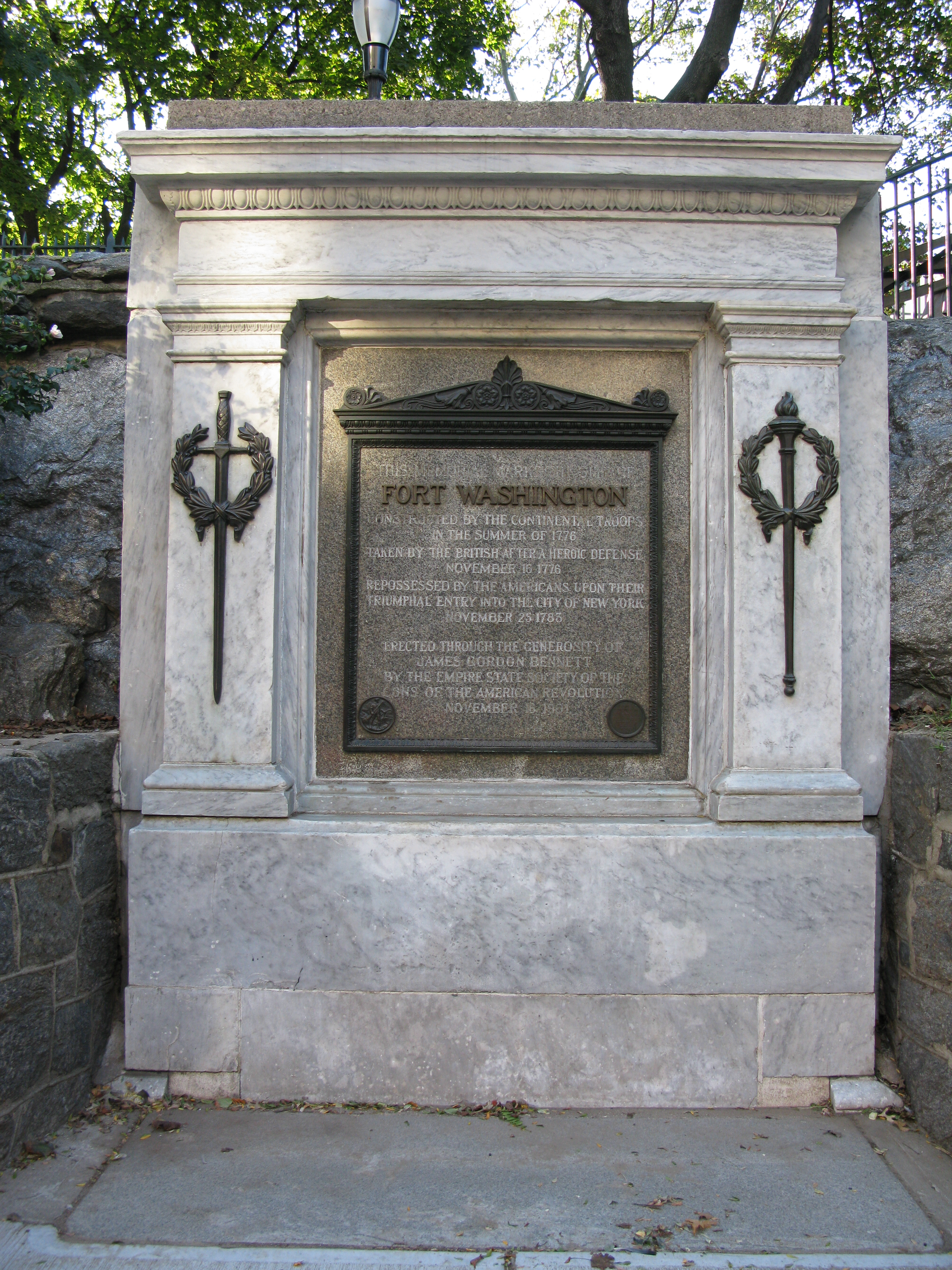
Denkmal zum Gedenken an die Schlacht von Fort Washington, unterhalb der Zufahrt zur George Washington Bridge in New York.

### Kapitulation
Hessische Truppen unter dem Kommando von Oberst von Malmburg rückten in das Fort ein und überwachten den Verlauf der Kapitulation. Amerikanische Offiziere versuchten den hessischen Kommandeur für ihre Seite positiv zu stimmen. Dennoch wurden den Gefangenen alle Ausrüstungsgegenstände beim Abzug abgenommen. Einige wurden geschlagen, diese Misshandlungen wurden aber schnell durch die Intervention hessischer Offiziere unterbunden. Die britische Seite erbeutete 34 Kanonen, zwei Haubitzen, Zelte, Decken, Werkzeuge und andere Ausrüstungsgegenstände.

### Verluste
Die Briten und Hessen beklagten 84 Tote und 374 Verletzte, während die amerikanische Seite 59 Tote, 96 Verwundete und 2838 Gefangene zu verzeichnen hatten. Von den in Gefangenschaft geratenen Amerikanern, waren eineinhalb Jahre später bei einem Gefangenenaustausch nur noch 800 am Leben. Einer der ertauschten Gefangenen war Alexander Graydon.

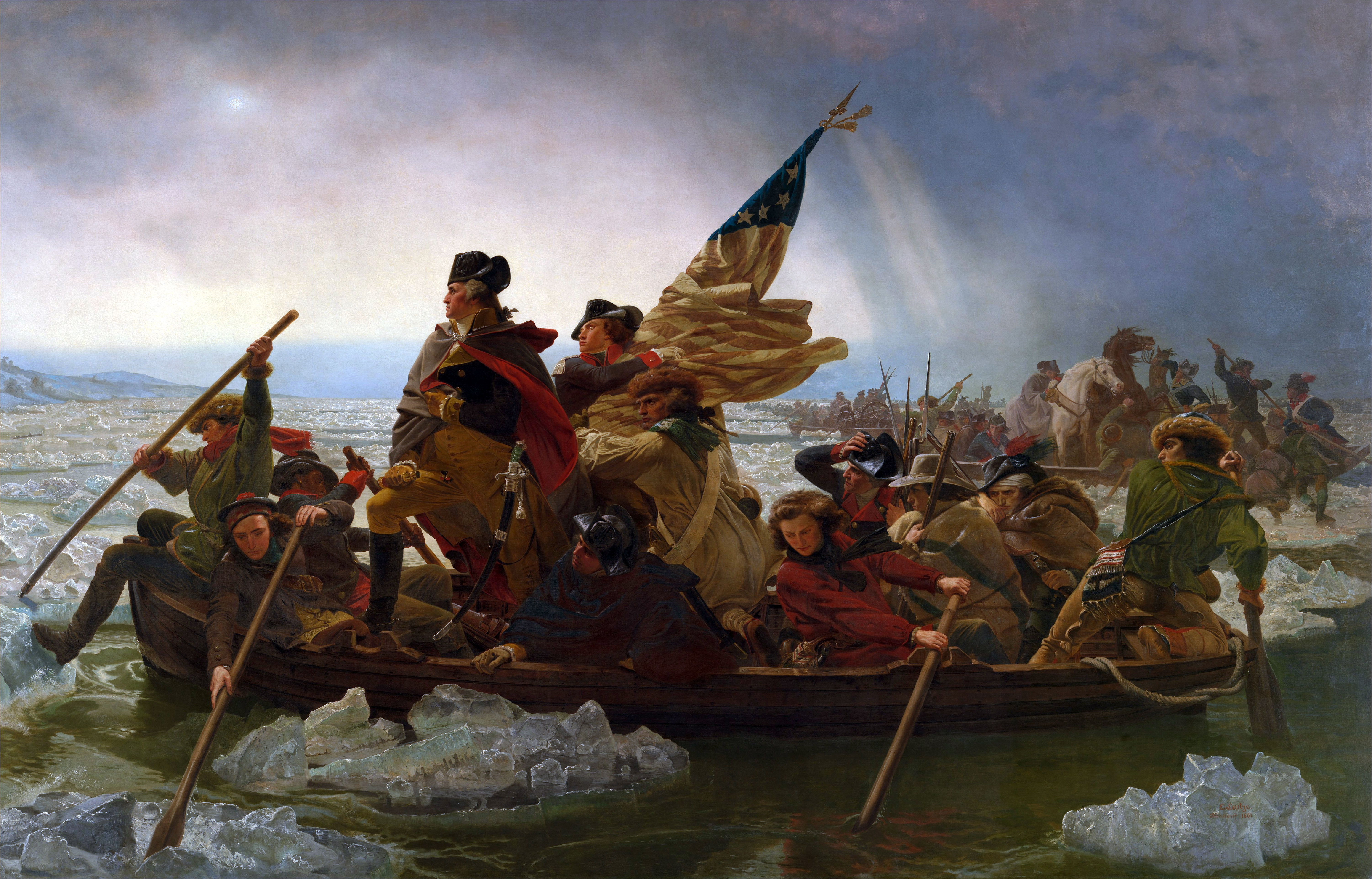
Das bekannte Bild von Emanuel Leutze (Original 1942 zerstört)

### Rückzug und Neuorganisation
Drei Tage nach dem Verlust von Fort Washington wurde auch Fort Lee auf der gegenüberliegenden Festlandseite von den Amerikanern aufgegeben. Washington und seine Armee zogen sich durch New Jersey über den Delaware River nach Pennsylvania zurück. Nach dem erfolgreichen Überraschungsangriff auf die hessische Garnison in Trenton, erholte sich die Kampfmoral der amerikanischen Streitkräfte wieder, welche mit dem Fall von Fort Washington einen Tiefpunkt erreicht hatte.